# Klanouka (obwód miński)
Klanouka (biał. Кляноўка; ros. Кленовка, Klenowka; hist.: pol. Wilszczyzna; biał. Вільшчына, Wilszczyna; ros. Вильщизна, Wilszczizna) – wieś na Białorusi, w obwodzie mińskim, w rejonie dzierżyńskim, w sielsowiecie Stańków.

## Historia
W XIX i w początkach XX w. folwark Wilszczyzna położony był w Rosji, w guberni mińskiej, w powiecie mińskim, w gminie Stańków.
Po I wojnie światowej pod administracją polską, w Zarządzie Cywilnym Ziem Wschodnich, w okręgu mińskim, w powiecie mińskim, w gminie Stańków.
W wyniku postanowień traktatu ryskiego znalazła się w granicach Związku Sowieckiego. W latach 1932–1937 w Polskim Rejonie Narodowym im. Feliksa Dzierżyńskiego. Od 1991 w niepodległej Białorusi.